# Liste d'élections en 1775
Chronologie des élections
- 1771
- 1772
- 1773
- 1774
- 1775
- 1776
- 1777
- 1778
- 1779

Cet article recense les élections organisées durant l'année 1775.

Dans les années 1770, seuls deux pays organisent des élections nationales, au sens de consultations populaires : le Royaume de Grande-Bretagne, à partir de sa formation en 1707 ; et le Royaume d'Irlande, État officiellement distinct du Royaume de Grande-Bretagne et doté de son propre parlement.
En 1775, ni la Grande-Bretagne ni l'Irlande n'organise de scrutin national. Les seules élections à portée nationale sont le conclave à Rome.

## Élections nationales en 1775
| Date                             | État              | Élection ou référendum | Contexte | Résultat |
| -------------------------------- | ----------------- | ---------------------- | --- | --- |
| 5 octobre 1774 - 15 février 1775 | États pontificaux | Conclave               | À la suite du décès du pape Clément XIV, les cardinaux de l'Église catholique romaine s'assemblent à Rome pour élire son successeur. Le pape dispose du pouvoir temporel sur les États pontificaux. | Les enjeux politiques créent longtemps une impasse. Après quatre mois de conclave, les cardinaux s'accordent à élire Giovanni Carlo Boschi, qui prend le nom de Pie VI. |